# Diecezja Xingtai
Diecezja Xingtai lub diecezja Shunde (łac. Dioecesis Scioenteanus) – diecezja rzymskokatolicka w Chinach z siedzibą w mieście Xingtai w prowincji Hebei.

## Historia
Pierwsza misja katolicka w rejonie Xingtai powstała w XIX w., zaś w samym mieście tego typu placówkę utworzono po powstaniu bokserów w 1909 r. W 1929 r. do prowadzących w tym rejonie działalność misyjną duchownych francuskich (MEP, CM) dołączyli polscy lazaryści, którzy z czasem, wobec resentymentów wobec państw postkolonialnych, przejęli od Francuzów pracę duszpasterską w rejonie Xingtai.  
W 1929 r.  superiorem misji w Xingtai został mianowany o. Ignacy Krauze. W 1933 r. dla okręgu Xingtai została ustanowiona prefektura apostolska na mocy brewe Supremum votum papieża Piusa XI, której terytorium wyłączono z  wikariatu apostolskiego Zhengding (obecnie diecezja Zhengding). 11 stycznia 1944 prefekturę Xingtai podniesiono do rangi wikariatu apostolskiego konstytucją apostolską Inter ansietudines papieża Piusa XII, a 11 kwietnia 1946 r. wikariat przekształcono w diecezję (konstytucją apostolską Quotidie Nos Piusa XII).
Ostatnia, decydująca faza chińskiej wojny domowej doprowadziła do usunięcia misjonarzy obcych narodowości. Od grudnia 1946 do lutego 1947 r. biskup Xingtai, Ignacy Krauze, przebywał w więzieniu wraz z kilkoma polskimi księżmi. Po opanowaniu władzy przez komunistów był sądzony i został zmuszony do opuszczenia Chin w 1949. Początkowo przebywał w USA, następnie zamieszkał w Brazylii. W 1983 r. formalnie zrzekł się urzędu biskupa Xingtai.
W l. 1983-1998 diecezją administrował biskup Kościoła podziemnego Michael Xiao Liren, ordynariusz diecezji Zhaoxian.
W 1987 r. bez zgody Stolicy Apostolskiej administratorem diecezji wybrano Josepha Hou Jinde, który  jako ordynariusz diecezji Xingtai 28 października 1989 r. otrzymał sakrę z rąk bpa Petera Chen Bolu (uznawanego przez Watykan biskupa Handan). Zmarły w 1994 r. Hou Jinde, uważany za biskupa Patriotycznego Stowarzyszenia Katolików Chińskich, był zasłużonym działaczem społecznym i religijnym. Jego imię nosi Beifang Jinde, pierwsza katolicka instytucja społeczno-charytatywna oficjalnie uznawana przez rząd chiński (1998).

## Ordynariusze
- Ignacy Krauze: 
  - prefekt apostolskim Xingtai (26 października 1933 – 11 stycznia 1944)
  - wikariusz apostolski Xingtai i biskup tytularny Binda (11 stycznia 1944 – 11 kwietnia 1946)
  - ordynariusz diecezji Xingtai (11 kwietnia 1946 – 1983)